# Sona (Itàlia)
Sona és un comune (municipi) de la província de Verona, a la regió italiana del Vèneto.
A 1 de gener de 2020 la seva població era de 17.711 habitants.
Sona limita amb els següents municipis: Bussolengo, Castelnuovo del Garda, Sommacampagna, Valeggio sul Mincio i Verona.